# Chủ nghĩa cực đoan Hồi giáo

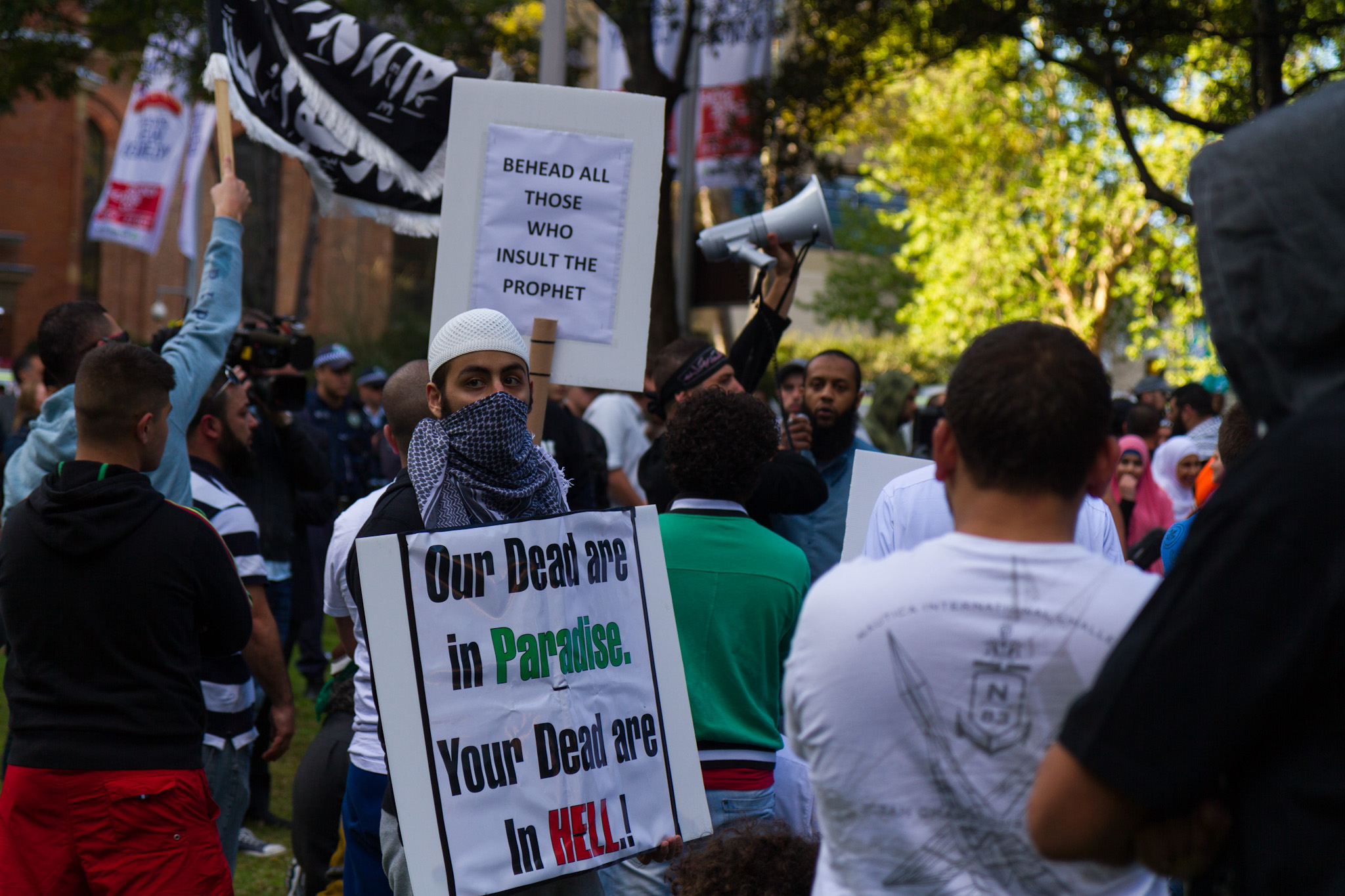
Người Hồi giáo biểu tình phản đối việc phát hành phim "Sự ngây thơ của người Hồi giáo".

Chủ nghĩa cực đoan Hồi giáo hay Hồi giáo cực đoan là thuật ngữ chỉ một loạt các niềm tin, hành vi và hệ tư tưởng cực đoan tồn tại trong cộng đồng Hồi giáo. Tuy nhiên, đây là một khái niệm gây tranh cãi với nhiều cách hiểu khác nhau, từ góc nhìn học thuật đến quan điểm cực đoan cho rằng mọi hệ tư tưởng ngoài Hồi giáo đều thất bại và kém cỏi. Thậm chí, thuật ngữ này đôi khi còn bị lạm dụng để gán cho cả những nhóm Hồi giáo không có quan điểm cực đoan.